# Campyloneurum ensifolium
Campyloneurum ensifolium är en stensöteväxtart som först beskrevs av Carl Ludwig Willdenow, och fick sitt nu gällande namn av John Smith. Campyloneurum ensifolium ingår i släktet Campyloneurum och familjen Polypodiaceae. Inga underarter finns listade.